# دوره دوم مجلس شورای ملی
دومین مجلس شورای ملی پس از یک سال و ۴ ماه و ۲۱ روز وقفه از یکمین مجلس شورای ملی، در تاریخ ۲۳ عقرب ۱۲۸۸ خورشیدی مطابق با دوم ذیقعدهٔ ۱۳۲۷ بازگشایی شد. این مجلس در تاریخ ۲۸ قوس ۱۲۹۰ برابر با ۲۶ ذی‌الهجهٔ ۱۳۲۹ هجری قمری و پس از برگزاری ۳۳۱ جلسه به کار خود پایان داد.
پس از پایان کار این مجلس دوران موسم به فترت آغاز شد و افتتاح و بازگشایی مجلس بعدی سه سال به طول انجامید.